# جغرافيا الصين
الصين دولة واسعة المساحة، متنوعة التضاريس، جميلة المناظر، وفيرة الموارد. ولم توفر هذه البيئة الطبيعية الممتازة ساحة هائلة لمعيشة وتطور الأمة الصينية فحسب، بل تقدم أساسا ماديا ثابتا لتقدم المجتمع الصيني. إن الصين من أهم المواقع التي عاش فيها الإنسان القديم. فبدأ أسلاف الصينيين حياتهم الاجتماعية البدائية قبل أكثر من مليون سنة في أرض الصين الواسعة. إن الصين دولة ذات حضارة قديمة لها تاريخ عريق. وبدأ تاريخ الصين المكتوب قبل خمسة آلاف سنة. كانت الزراعة والحرف اليدوية مزدهرة في تاريخ صين.

## الموقع
جمهورية الصين الشعبية هي ثالث أكبر بلد في العالم من حيث مساحة البر، حيث تحتل مساحتها البرية تسعة ملايين وستمائة ألف كيلومتر مربع، أي واحد على خمسة عشر من إجمالي المساحة البرية للكرة الأرضية، وربع إجمالي مساحة آسيا، ونفس المساحة الكلية للدول الأوربية الثلاثين. وبالإضافة إلى ذلك تملك الصين وفقا لمبدئها حوالي ثلاثة ملايين كيلومتر مربع من المياه الإقليمية الخاضعة لسيادتها حسب «إتفاق قانون البحار التابع للأمم المتحدة». وتعتبر الثالثة أو الرابعة فيما يتعلق بالمساحة الكلية. يعود عدم اليقين حول المساحة الكلية للبلاد لسببين: أولهما صحة ادعاءات الصين حول أراض مثل اكساي تشين والمسالك عبر كاراكورام (حيث تطالب بهما الهند)، وثانيهما كيفية حساب الحجم الإجمالي للولايات المتحدة حيث يعطي كتاب حقائق العالم الولايات المتحدة مساحة 9,826,630 كم2 (3,794,080 ميل مربع)  بينما تعطيها الموسوعة البريطانية 9,522,055 كم2 (3,676,486 ميل مربع).
تقع الصين في نصف الكرة الشمالي، وكل آراضيها التي تحتوي على المياه الإقليمية والجزر في شمال خط الاستواء، حيث تقع أقصى آراضي الصين الجنوبية وهي جزر تسنغ مو أن شا بمقاطعة هاينان على خط العرض 3:58 شمالا، وتقع أقصى آراضي الصين الشمالية على الخط المركزي البحري الرئيسي هيلونغ على خط العرض53:31:10 شمالا. والمسافة بين طرفي الصين الجنوبي والشمالي هي 5500 كيلومتر. وتقع أقصى آراضي الصين الغربية وهي هضبة بامير بشينجيانغ على خط الطول73:22:30 شرقا، وتقع أقصى آراضي الصين الشرقية وهي محافظة فويوان بمقاطعة هيلونغجيانغ على خط الطول 135:2:30 شرقا. والمسافة بين الطرفين الغربي والشرقي 5200 كيلومتر. طول الحدود البرية العامة للصين عشرون ألف كيلومتر، ويبدأ طرفها الشرقي من مدخل نهر يا لو جيانغ الواقع على الحدود بين الصين وجمهورية كوريا الديمقراطية الشعبية، وتجاور الأربعة عشر دولة وهي بذلك (إلى جانب روسيا) أكثر البلدان حدودًا مع دول أخرى؛ باتجاه عقارب الساعة من الجنوب جيران الصين هم: فيتنام ولاوس وبورما والهند وبوتان والنيبال وباكستان وأفغانستان وطاجيكستان وقيرغيزستان وكازاخستان وروسيا ومنغوليا وكوريا الشمالية. بالإضافة إلى ذلك تقع الحدود بين جمهورية الصين الشعبية وجمهورية الصين في المياه الإقليمية. يبلغ دول الحدود البرية للصين 22,117 كم (13,743 ميل) وهي الأطول في العالم.
يتجاوز طول خط الساحل الصيني ثمانية عشر ألف كيلومتر، وطرفه الشمالي في مدخل نهر يا لو جيانغ، وطرفه الجنوبي في مدخل نهر بي لون على الحدود بين الصين وفيتنام، ويبدو الخط الساحلي بشكل هلال يبرز إلى المحيط. والسواحل الصينية نوعان: فالسواحل الجنوبية معظمها حجرية، والسواحل الشمالية معظمها منبسطة وطينية رملية. ولا تتجمد السواحل الحجرية وتشكل موانئ طبيعية حيث يمكن فتحها أمام الملاحة المائية طول السنة، الآمر الذي يقدم ظروفا جغرافية جيدة لتطوير النقل البحري. والسواحل المنبسطة الرملية صالحة سلتطوير السياحة، والسواحل الطينية صالحة لصناعة الملح البحري، حيث توفر المواد الخام لتطوير الصناعة الكيميائية. تتنوع المشاهد الطبيعية في الصين. في الشرق تقع على طول شواطئ البحر الأصفر وبحر الصين الشرقي حيث المناطق ذات الكثافة السكانية العالية في السهول الغرينية، بينما على حواف هضبة منغوليا الداخلية في الشمال يمكن رؤية المراعي. يهيمن على جنوب الصين التلال والسلاسل الجبلية المنخفضة. في شرق مركز البلاد توجد دلتا نهري الصين الرئيسيين النهر الأصفر ونهر يانغتسي (تشانغ جيانغ). من الأنهار الرئيسية الأخرى شي وميكونغ وبراهمابوترا وأمور. إلى الغرب تقع سلاسل الجبال الرئيسية ولا سيما الهيمالايا حيث تقع أعلى نقطة في الصين في النصف الشرقي من جبل إفرست عند 8848 م (29029 قدم)، بينما تميز الهضاب العالية المشهد الطبيعي القاحل مثل صحراء تكلامكان وصحراء غوبي.
هناك ستة آلاف جزيرة على طول السواحل الصينية، وإجمالي مساحتها حوالي آلف كيلومتر مربع. وأكبرها جزيرة تايوان ومساحتها خمسة وثلاثون ألفا وثمانيمائة كيلومتر مربع، وتليها جزيرة هاي نان ومساحتها ثلاثة وثلاثون ألف وتسعمائة ألفا كيلومتر مربع. وتعرف هاتان الجزيرتان ب«جزيرتي التحف» بسبب وفرة الثروات وجمال المناظر. وتقع جزيرتا ديأويو وتشيوي على البحر شمال شرقي جزيرة تايوان وهما أقصى شرقي الصين. وتنتمي الأكثر من مائتي جزيرة وحيد بحري وشاطئ وشط رملي إلى أربعة مجاميع جزر وهي دونغ شا وسي شا وتشونغ شا ونان شا، وتسمى كل هذه بجزاير نان هاي. وتوجد أرخبيلات أخرى هامة منها أرخبيل ميآو داو، أرخبيل تشانغ شان، أرخبيل تشو شان، أرخبيل بنغ هو وغيرها. ومنها أرخبيل تشو شان الواقع على بحر دونغ هاي وهو موقع سياحي مشهور حيث يقع جبل بوتوه البوذي، ومصيدة السمك تشو شان الكبيرة المعروفة داخل الصين وخارجها.

### المناخ
الصين هي إحدى دول العالم التي تمتد أرضها عبر أكثر المناطق المناخية، حيث تحتل آراضي الصين ست مناطق مناخية وهي المنطقة المعتدلة الباردة، والمنطقة المعتدلة، والمنطقة المعتدلة الدافئة، والمنطقة شبه الاستوائية، المنطقة الحارة، والمنطقة الاستوائية. وتحتل المنطقة المعتدلة والمعتدلة الدافئة والاستوائية معظم آراضي الصين، حيث يعتدل الجو وتتضح الفصول الأربعة. وهي مكان ممتاز لمعيشة الإنسان وتطوره. تختلف الظروف المائية في الصين اختلافا كبيرا بسبب وساعة الأرض. فخلال السنة يبلغ معدل سقوط الأمطار ستمائة وتسعة وعشرين مليمترا، والتساقط العام السنوي يتجاوز ستة آلف مليار متر مكعب. غير أن المناطق المختلفة تتأثر بمختلف الرياح الموسمية، مما يؤدي إلى عدم توازن الظروف المائية والنقصان التدريجي من الجنوب الشرقي إلى الشمال الغربي. فتتأثر مناطق جنوبي الصين بشكل كبير بالرياح الموسمية الصيفية وتتساقط فيها أمطار غزيرة، ولا سيما المناطق الساحلية جنوب شرقي الصين حيث يبلغ معدل سقوط الأمطار سنويا أكثر من ألف مليمتر. وسجلت بلدة هوشاولياو شمال شرقي تايوان رقما قياسيا في هطول الأمطار في الصين حيث بلغت ثمانية آلاف وأربعمائة وثمانية مليمترات. وتقع مناطق شمال غربي الصين في قلب منطقة أورو- آسيا، حيث تتأثر بشكل بسيط بالرياح الموسمية وتتساقط فيها أمطار قليلة. ويقل معدل التساقط السنوي عن مائتي مليمتر ما عدا بعض الجبال العالية. وبلدة رو تشيانغ داخل حوض تاليمو بشينجيانغ هي أجف مكان في الصين حيث يقل معدل سقوط الأمطار عن عشرة مليمترات سنويا.

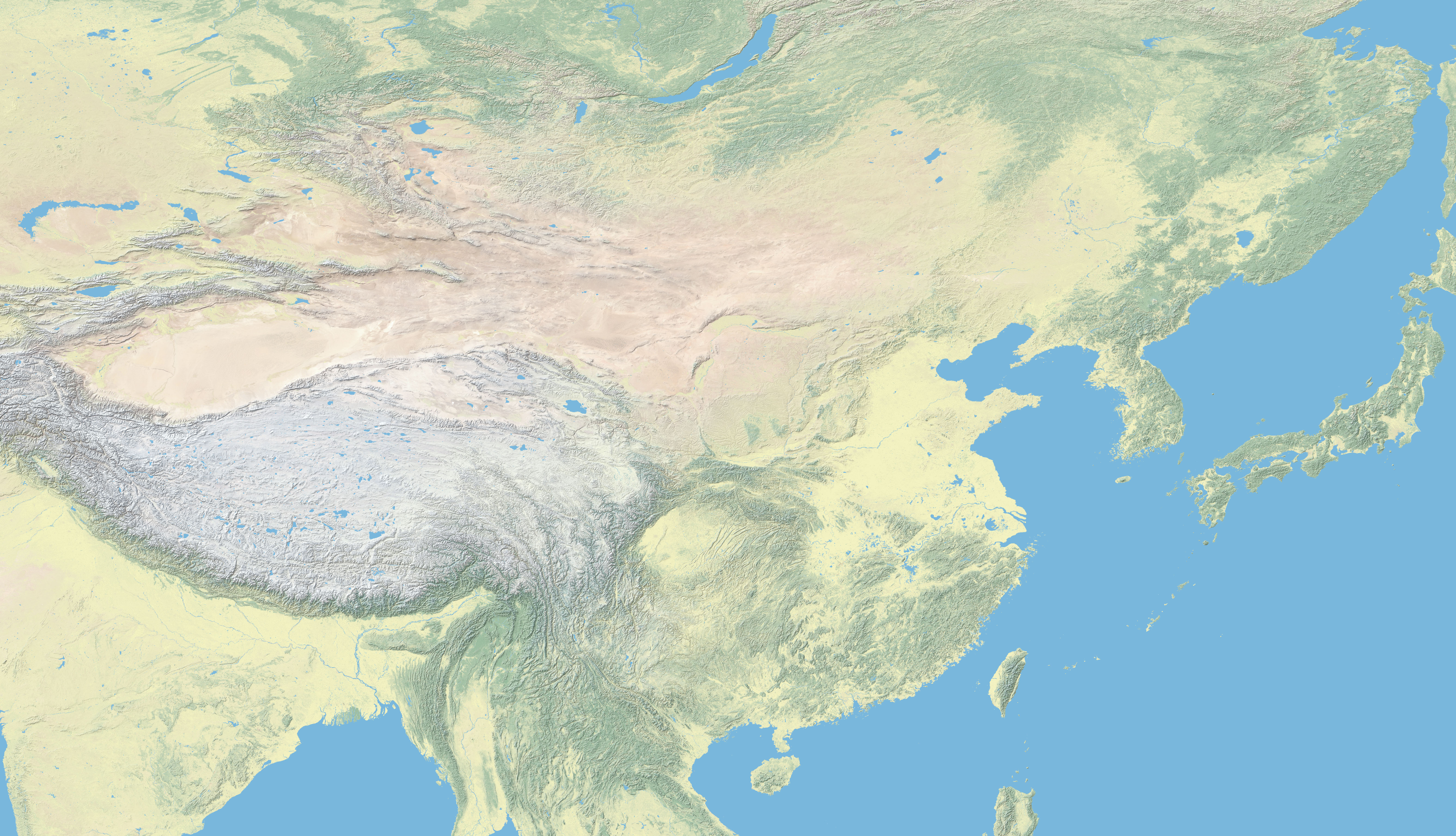
مناخ الصين

تؤثر من شرق آسيا الرياح الموسمية بشكل كبير على المناخ في الصين، حيث تهب الرياح الجنوبية الشرقية في الصيف وتجلب أمطارا وحرارة، مما يجعل درجة الحرارة أعلى مما في أماكن أخرى في العالم تقع على نفس خط العرض. وفي الشتاء تهب الرياح الشمالية وتجلب البرد والجفاف، مما يجعل درجة الحرارة أقل مما عليه في مناطق أخرى بالعالم على نفس خط العرض. وتناسب الحرارة في الصيف زراعة محاصيل مثل الأرز والقطن في الآراضي الواسعة جنوبي الصين. تتنوع التضاريس في الصين، حيث تحتل الجبال والهضاب والأحواض والسهول والتلال مساحات شاسعة، وتبدو مناظرها الطبيعية مختلفة. وتكثر الجبال في الصين حيث تحتل الجبال والتلال والهضاب خمسة وستين في المائة من إجمالي مساحة الصين. وتشكل سلاسل الجبال العالية الممتدة الكثيرة هيكل التضاريس الصينية البرية. وتتقاطع سلاسل الجبال هذه وتشكل شبكات مع الهضاب والسهول والأحواض في داخلها. وتنحدر آراضي الصين من الغرب نحو الشرق بشكل درجات. وبناء على ذلك، يمكن أن نقسم كل التضاريس الصينية إلى ثلاث درجات. الدرجة الأولى هي المنطقة من دا شينغ آن لينغ شمالا إلى شرقي سلسلة جبال تاي هانغ ووو شان وشوي فنغ جنوبا، ومعظم هذه المنطقة سهول وتلال يقل ارتفاعها عن سطح البحر بخمسمائة متر. وتقع السهول الثلاثة الصينية الكبرى وهي سهل دونغ باي وسهل هوا باي وسهل المجريين الأوسط والأسفل لنهر اليانغتسي، بالإضافة إلى أكبر تلال في الصين وهي تلال دونغ نان تقع جميعا في هذه الدرجة. وتقع الدرجة الثانية إلى الغرب من هذه المنطقة ومعظمها هضاب وأحواض يصل ارتفاعها فوق سطح البحر إلى ما بين ألف وألفي متر. وتقع هضبة منغوليا الداخلية وهضبة هوانغ تو وهضبة يون قوي بالإضافة إلى الأحواض الأربعة الكبرى وهي حوض سيتشوان وحوض تاليمو وحوض تشونقار وحوض تشاي دا مو تقع كلها في هذه الدرجة. والدرجة الثالثة هي هضبة تشينغهاي- التبت التي تتشكل من هضاب منبسطة يبلغ ارتفاعها فوق سطح البحر أكثر من أربعة آلاف متر وسلسلة من جبال يبلغ ارتفاعها فوق سطح البحر بين خمسة آلاف وستة آلاف متر. وتنتشر في داخل الهضاب أكثر من عشرة جبال شاهقة يبلغ ارتفاع كل منها عن سطح البحر أكثر من ثمانية آلاف متر. ويبلغ ارتفاع أعلى القمة لجبل الهملايا وهي قمة تشومولانجما التي تقع على حدود الصين ونيبال ثمانية آلاف وثمانمائة وثمانية وأربعين مترا وثلاثة عشر سنتمترا عن سطح البحر، وهي أعلى قمة في العالم. وتسمى هضبة تشينغهاي- التبت ب«سقف العالم». وتسهّل هذه التضاريس المنحدرة الطبيعية دخول مجرى الهواء الرطب من فوق البحار إلى داخل البر الصيني الرئيسي. وتشكل الأمطار المتساقطة كثيرا من الأنهار الكبيرة التي تربط داخل البر والمناطق الساحلية، كما يشكل انحدار التضاريس فرق مستوى المياه الذي ينتج موردا مائيا ضخما. واستخدمت الصين هذا التفوق التضارسي وبنت كثيرا من المحطات الكهرومائية في مضايق نهر اليانغتسي والنهر الأصفر لأجل استغلال الثروات الطبيعية على مختلف الدرجات.

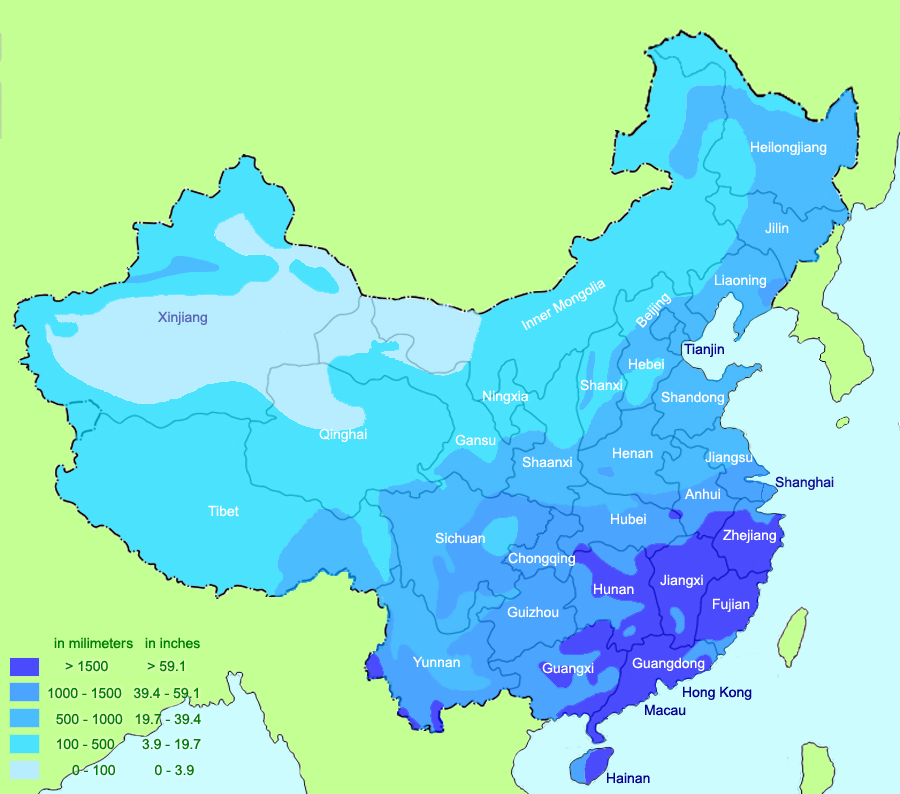
المتوسط السنوي لهطول الأمطار في مناطق مختلفة من بر الصين الرئيسى وتايوان
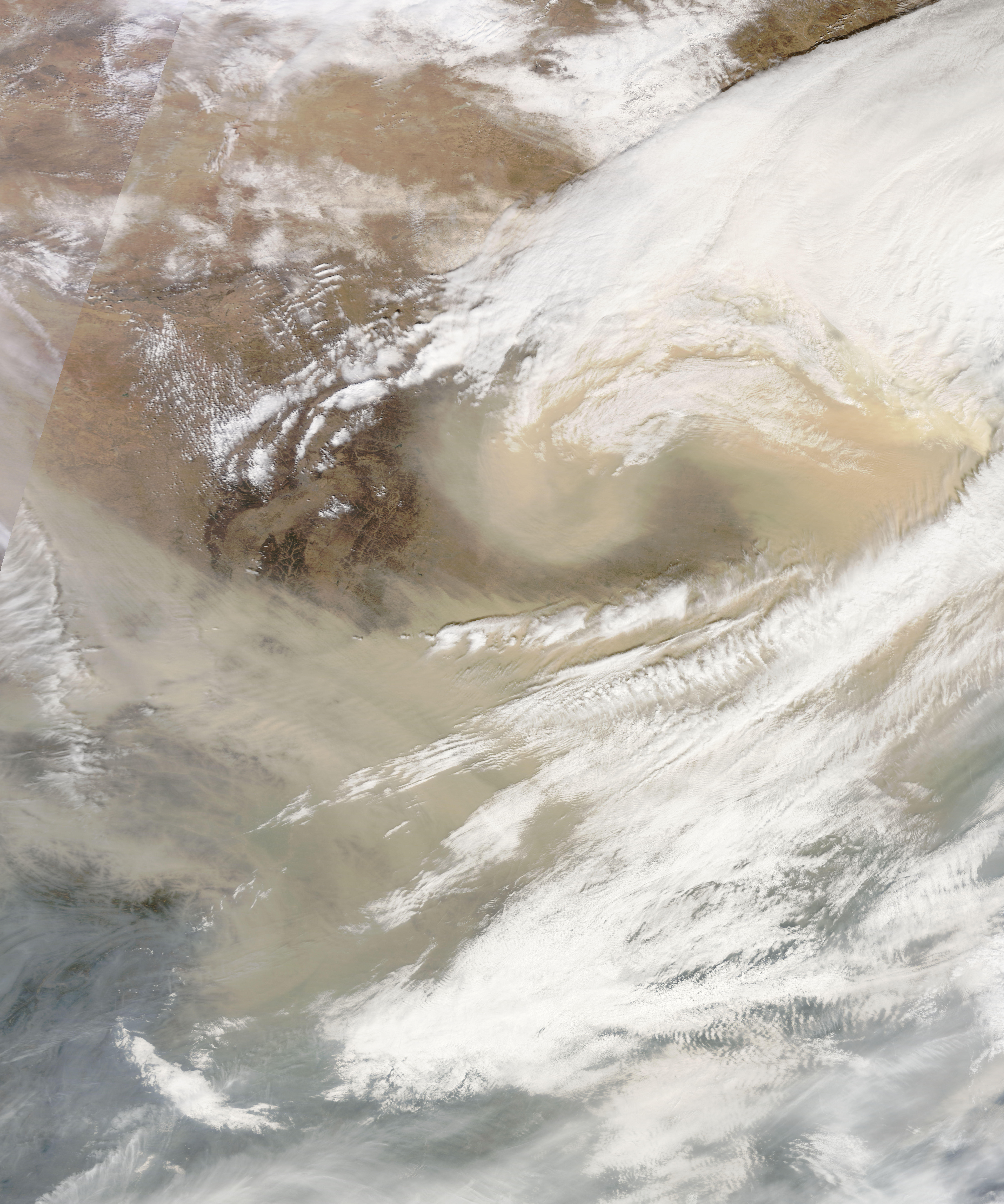
The first day of spring 2010 brought a massive sandstorm blowing from منغوليا الداخلية
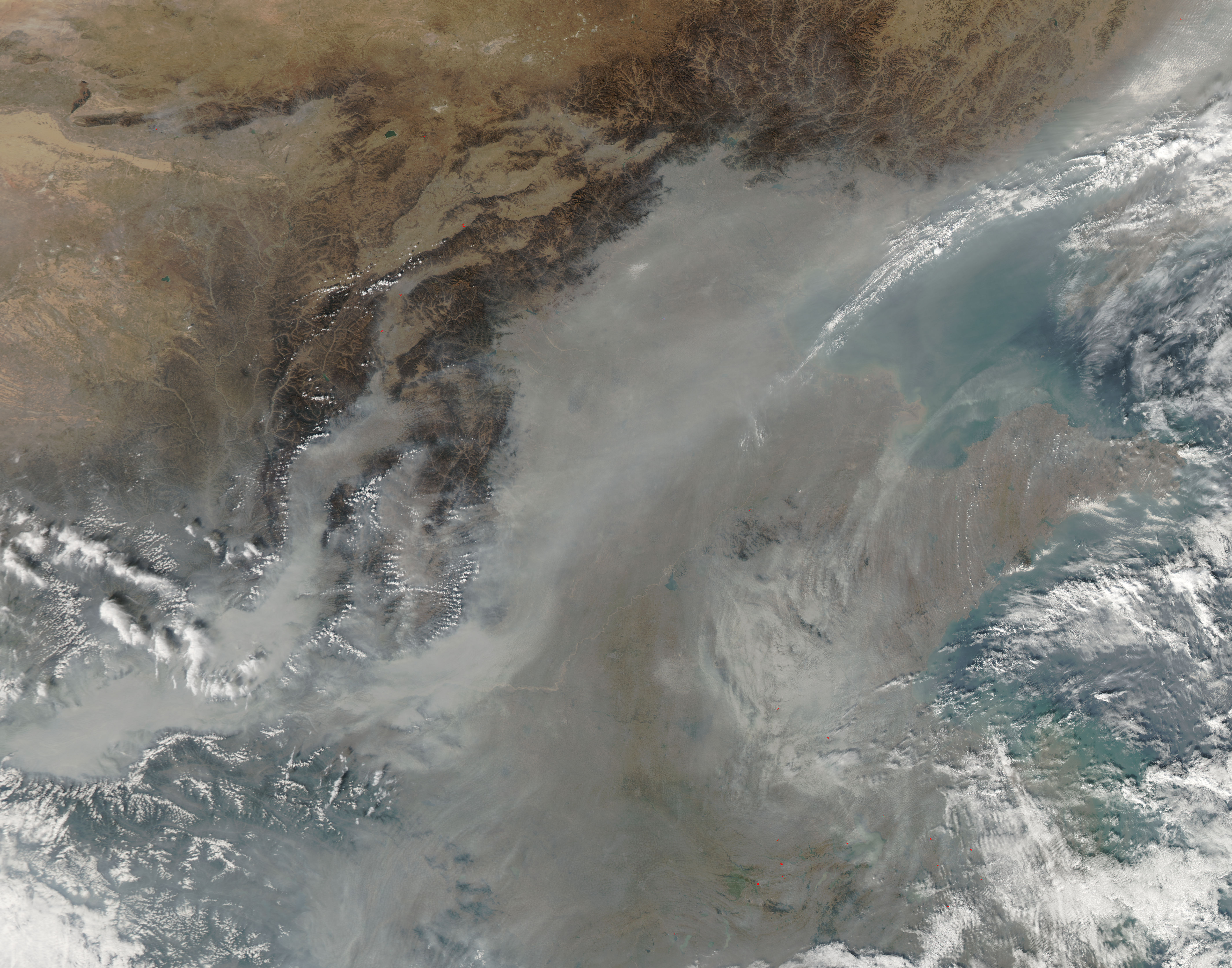
هيز (لعبة فيديو) over the سهل شمال الصين and the Lüliang Mountains of شانشي province
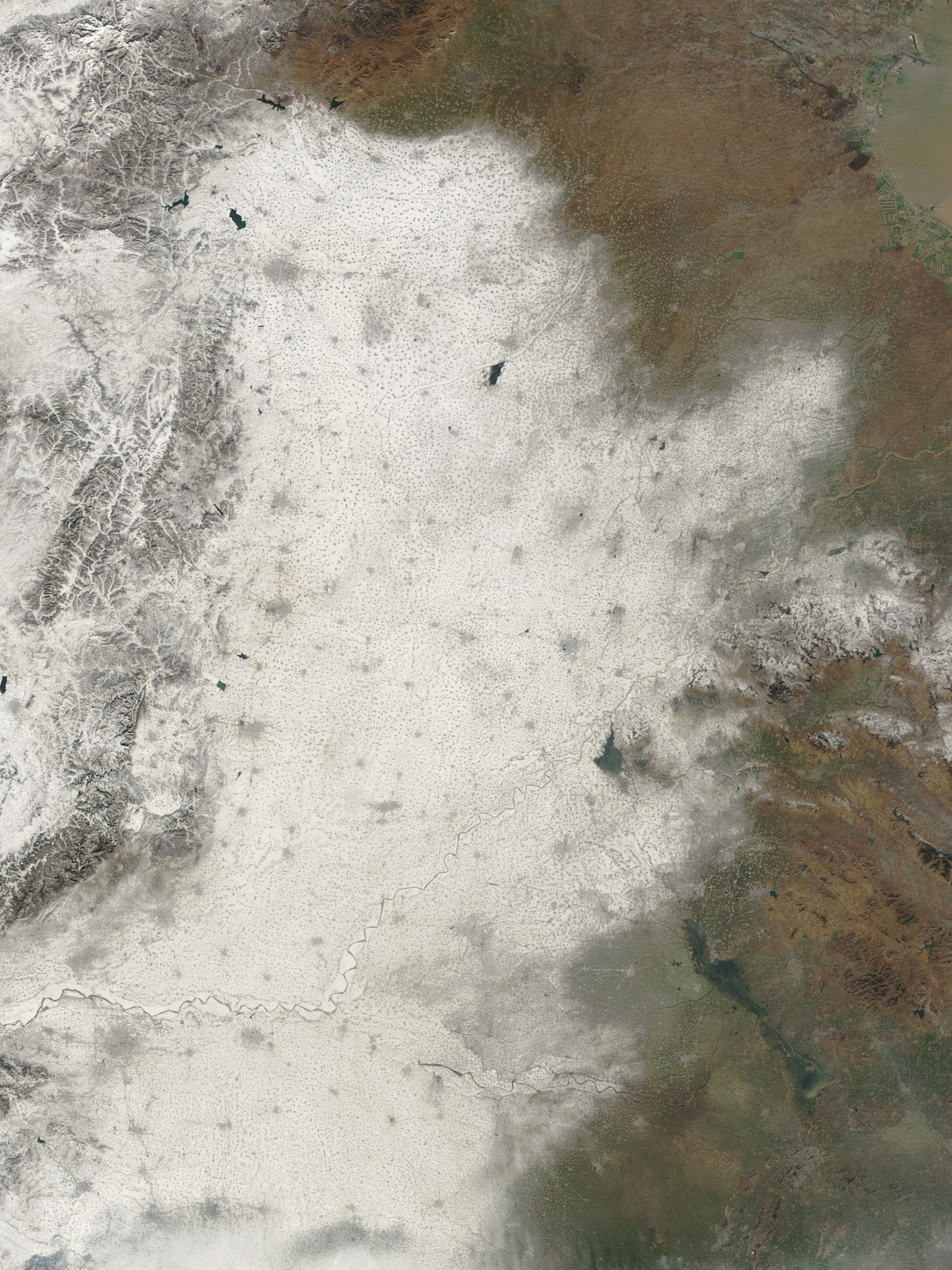
Early-season ثلج covering part of the North China Plain near شيجياتشوانغ
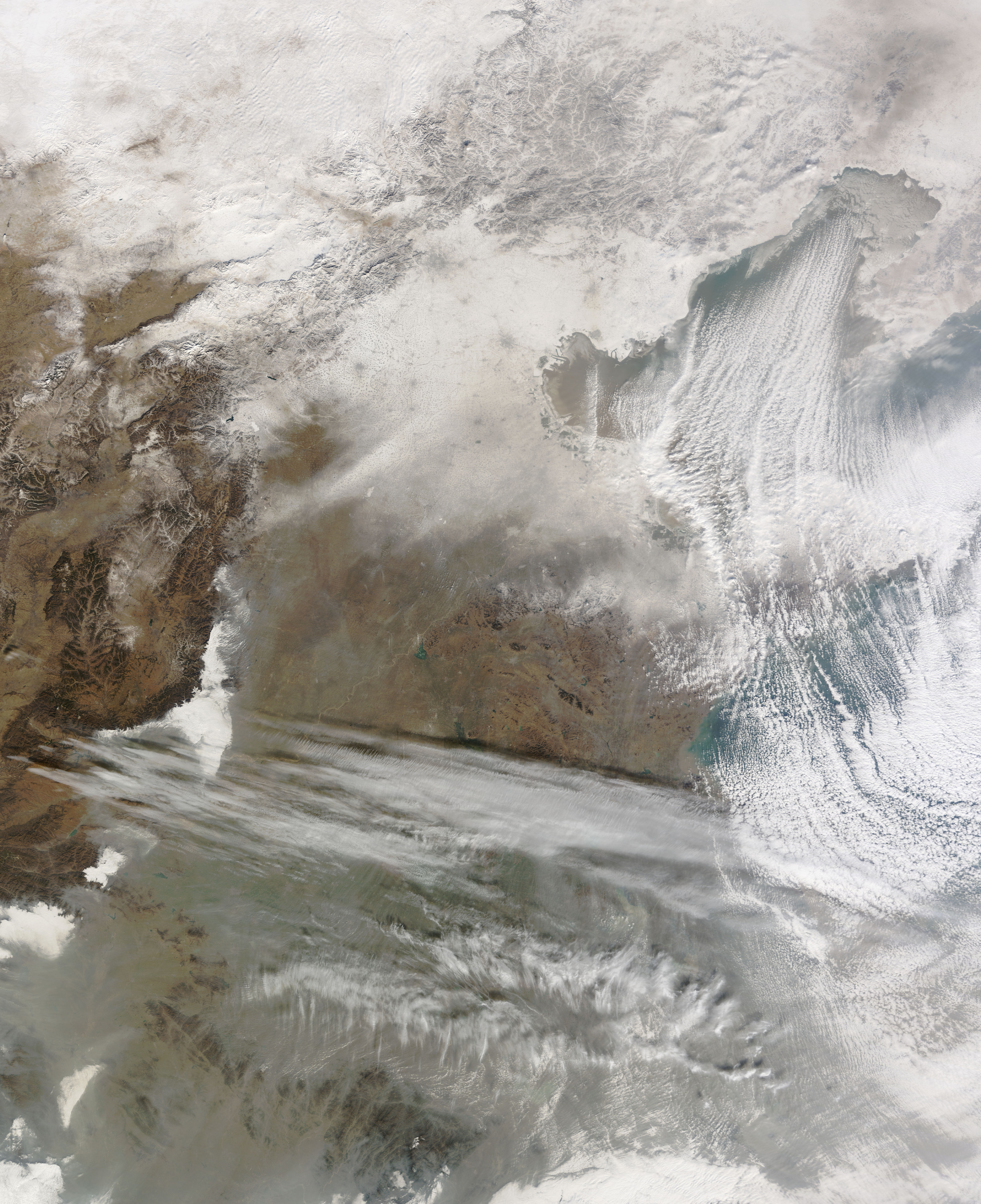
Snow encircling the area around the بحر بوهاي.
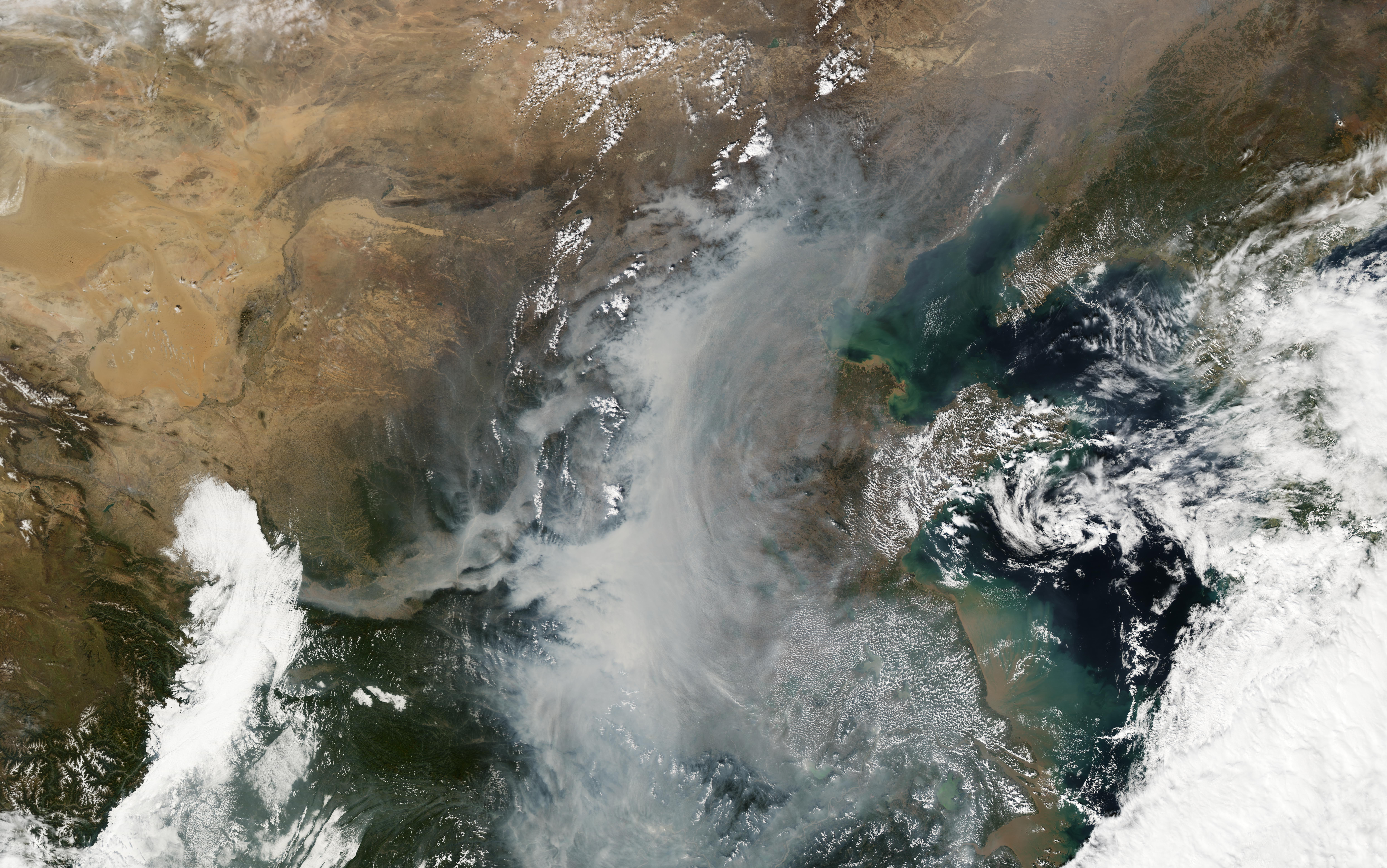
Natural colour satellite image of a ضبخان event in the heart of northern China
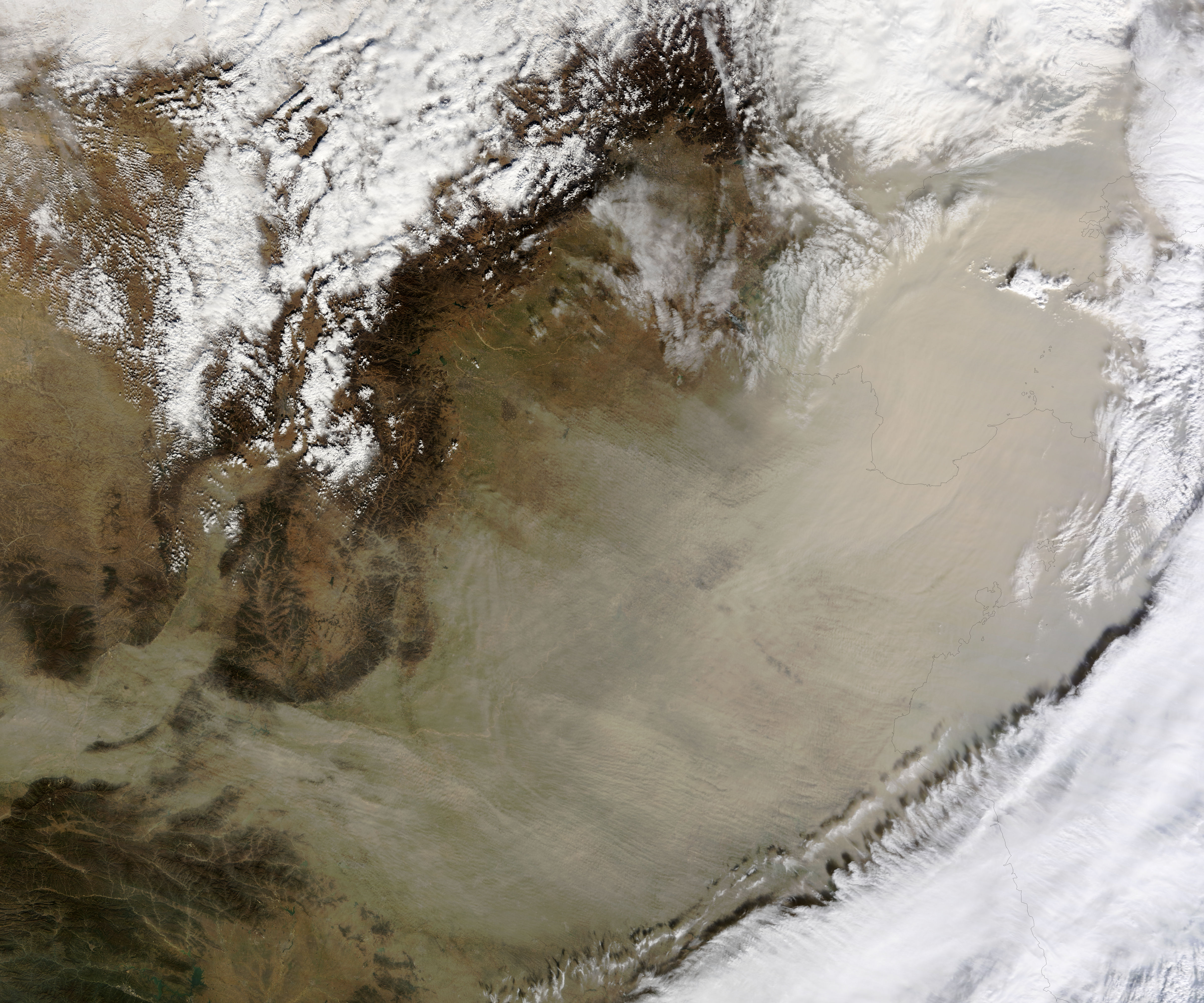
On November 11, 2010, a wall of sand blew across northern China, covering much of the North China Plain and Shandong Peninsula.
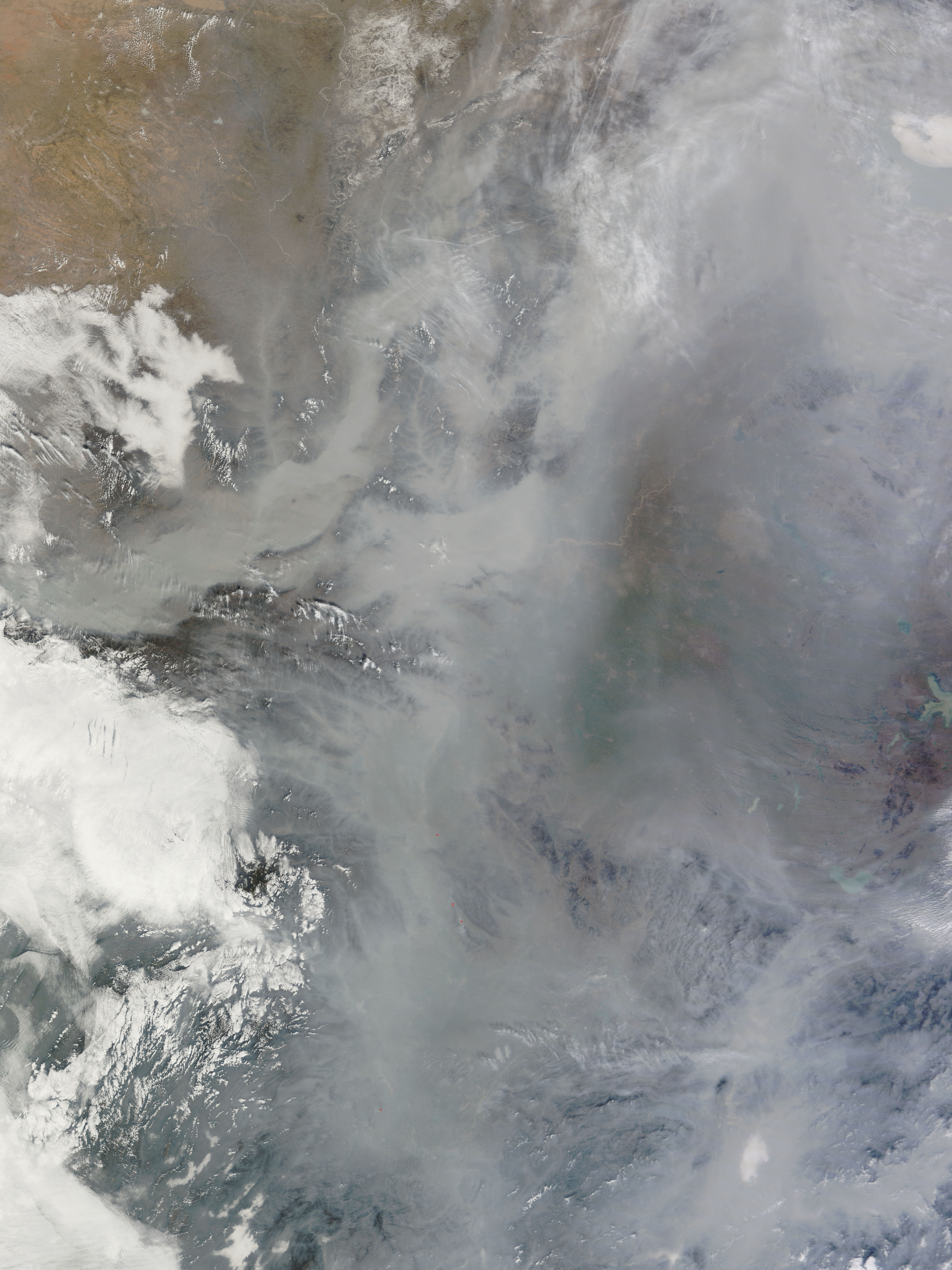
Dense smog settled over the North China Plain on February 20, 2011.

## الموارد الطبيعية

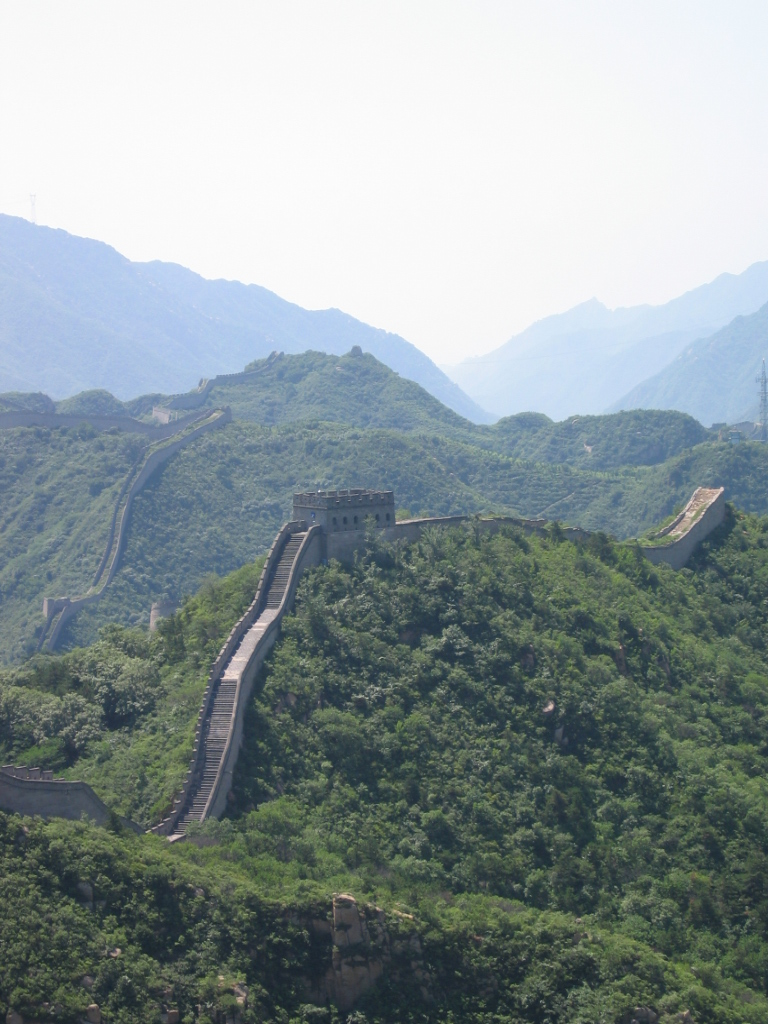

تعتبر الموارد الطبيعية جزءا هاما من البيئة الطبيعية وتضم موارد الأراضي المياه والمناخ والحيوانات والنباتات والمعادن وغيرها من الموارد.
تعتبر الصين دولة غنية بالموارد الأرضية وتتميز بأشكال متنوعة منها. وتبلغ مساحة الاراضى الزراعية 951 ألف كيلومتر مربع وتشكل 10 بالمائة من إجمالي مساحة البلاد. تتركز هذه الأراضي الزراعية بصورة رئيسية في سهول شمال شرقي الصين وشمال الصين والمجريين الأوسط والأسفل لنهر اليانغتسي وحوض سيتشوان ودلتا نهر تسوجيانغ ومن منتجاتها الرئيسية القمح والذرة الشامية والأذر وغيرها من المزروعات الاقتصادية. وتبلغ مساحة الغابات 1246.5 ألف كيلومتر مربع وتشكل 13 بالمائة من اجمالي مساحة البلاد: تعتبر جبال شينغآن الكبرى والصغرى وجبال تشانغباي في المنطقة الغابية بشمال شرقي الصين أكبر منطقة غابية طبيعية في الصين ومن أشجارها الرئيسية الصنوبر الأحمر والصنوبر المتساقط الأوراق. أما مقاطعة سيتشوان والمنطقة الجبلية في ملتقى مقاطعة يوننان بمنطقة التبت فهي ثانية كبريات المناطق الغابية في الصين ومن أشجارها الرئيسية التنوع الباسق وخشب التنوع. تحافظ جزيرة هاينان ومنطقة شيشوانغباننا بمقاطعة يوننان على بعض الغابات الاستوائية النادرة في الصين. وتصل مساحة المروج في الصين إلى 4 ملايين كيلومتر مربع وتشكل 41.6 بالمائة من اجمالي مساحة البلاد. وتنتشر المروج الصينية بصورة رئيسية في هضبة منغوليا الداخلية والهضبة الصفراء ومنطقتي شمال جبل تيانشان وجنوبه في منطقة شينجيانغ وهضبة تشينغهاي والتبت. وتعتبر هذه المناطق قاعدة لتنمية قطاع المواشى والدواجن وتوفير منتجات المواشي واللحوم والألبان والجلود. إضافة إلى ذلك توجد في الصين كثير من البحيرات الصالحة لتربية الحيوانات المائية وتبلغ مساحتها 67.5 الف كيلومتر مربع. وتعتبر هذه البحيرات كنوزا طبيعية لتوفير الأسماك والجنبري وغيرهما من منتجات الحيوانات المائية.
على صعيد موارد المياه في الصين يصل اجمالي حجم الأمطار في الصين إلى 6 تريليونات متر مكعب سنويا ويبلغ اجمالي حجم تصريف الأنهار 2.7 تريليون متر مكعب ويبلغ اجمالي موارد المياه 2.8 تريليون متر مكعب. بذلك تحتل الصين المركز السادس في العالم في هذا الصدد بعد البرازيل وروسيا وكندا والولايات المتحدة وأندونسيا. وتصل موارد الطاقة المائية إلى 676 مليون كيلو واط وبذلك تحتل المركز الأول في العالم. ولكن توزع مناطق الموارد المائية في الصين ليس متوازنا حيث أنها كثيرة في جنوب الصين وشرقها وقليلة في شمالها وغربها. توجد في الصين كافة المعادن التي اكتشفت في العالم حتى الآن ومنها 135 معدنا قد تم تأكيد من احتياطياتها بما فيها أكثر من 20 معدنا يحتل المراكز المتقدمة. ويحتل كل من الجبس والفانديوم والتونجستن والزنك والغرافيت وملح غلوبر وكبريتات الباريوم والمغنسيت والأنتيمون والأتربة النادرة والفلوريت المركز الأول في العالم. وتحتل الصين المركز الثالث في العالم من حيث احتياطيات 45 معدنا رئيسيا في العالم. وبذلك أصبحت الصين من البلدان القليلة في العالم والتي تتوفر فيها احتياطيات الموارد المعدنية وتتكامل أنواع المعادن.

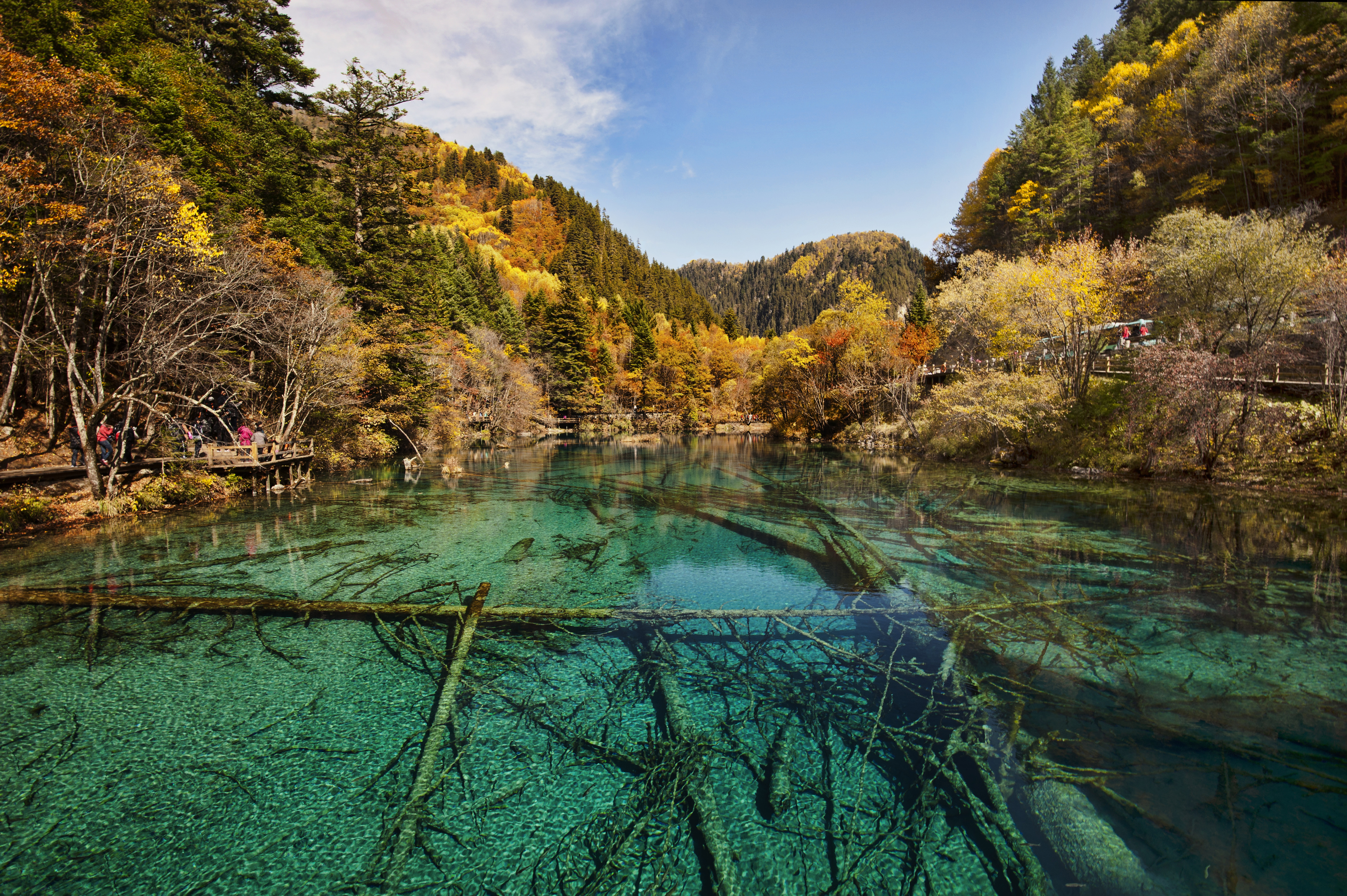
الأشجار والأنهار في الصين

الصين من أغنى دول العالم من حيث توفر أنواع الحيوانات والنباتات. فيها أكثر من 32800 نوع من أشجار الأخشاب وأكثر من 104000 نوع من الحيوانات بما فيها أنواع نادرة مثل البندا العملاق والسعدان الذهبي وتمساح نهر اليانغتسي والدلفين الصيني وميتاسيكويا وغيرها. وإن كل هذه توجد في الصين فقط وتلقب بالمتحجرات الحية. ومن أجل حماية هذه الحيوانات والنباتات البرية والبيئات الطبيعية حددت الصين كثيرا من المحميات الطبيعية الخاصة. ومنها 14 محمية أدرجتها الأمم المتحدة ضمن شبكة المحميات الطبيعية. المنطقة البحرية التي تمتلكها الصين واسعة وتبلغ مساحة الشواطية الرملية والبحار الضحلة المياه 133 ألف كيلومتر مربع وتصل مساحة البحار الصالحة لتربية الحيوانات إلى 26 ألف كيلومتر مربع وتصل مساحة الأراضي الزراعية المالحة إلى 4.3 ألف كيلومتر مربع. الصين غنية بالموارد البحرية وتوجد فيها أكثر من 2600 نوع من الأسماك، منها أكثر من خمسين نوعا من الأسماك التي يمكن استفلالها تجاريا. وقد أصبحت الصين متقدمة من حيث قطاعي الصيد البحري وتربية المنتجات البحرية. توجد في البحار الصينية عشرون موردا منها النفط والغاز الطبيعي والحديد والنحاس. وقد استغلت الصين بعض الموارد مثل النفط في بحر بوهاي والخليج الشمالي. وقدرت موارد الطاقة البحرية ب540 مليون كيلو واط واستغل بعضها مثل توليد الكهرباء.

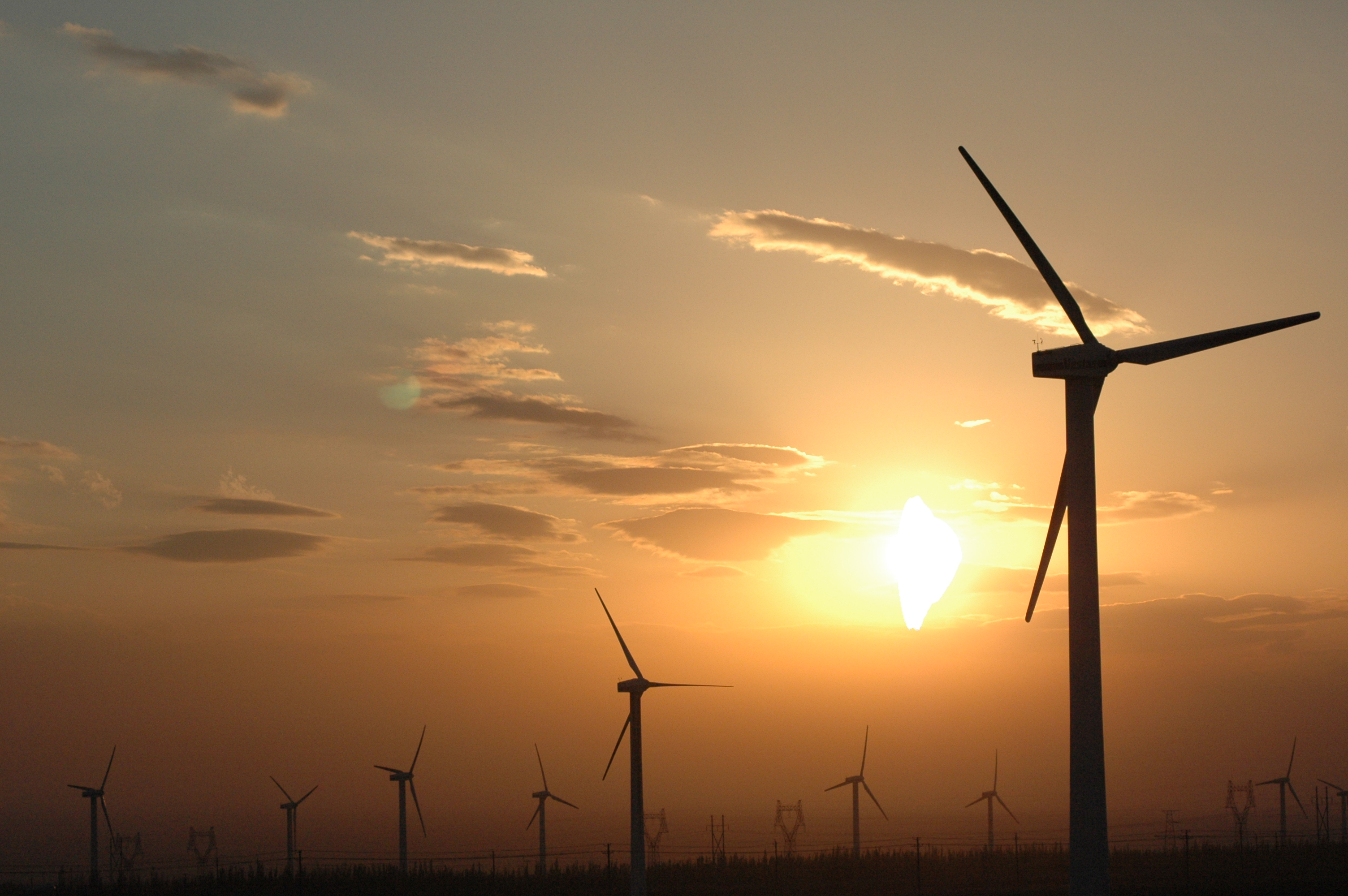
عنفات رياحية في شينجيانغ، جزء من المشروع الهادف لإقامة أكبر مزرعة رياحية في العالم في سبيل توفير الطاقة المستديمة للشعب الصيني.

من القضايا الهامة هي التصحر وتوسع الصحاري وخاصة صحراء غوبي. على الرغم من وجود جبهة من الأشجار المزروعة منذ عقد السبعينات من القرن العشرين ساهمت في تراجع وتيرة العواصف الرملية، فإن الجفاف المديد والممارسات الزراعية السيئة أدت إلى عواصف ترابية يعاني منها شمال الصين كل ربيع وتنتشر تلك العواصف الرملية لاحقاً إلى أجزاء أخرى من شرق آسيا بما في ذلك كوريا واليابان. تخسر الصين مليون فدان (4,000 كم2) سنوياً بسبب التصحر. أصبحت ضرورة التحكم بالمياه وتآكل التربة ومكافحة التلوث قضايا هامة في علاقات الصين مع البلدان الأخرى. كما أن ذوبان الأنهار الجليدية في جبال الهيمالايا قد يؤدي أيضاً إلى نقص المياه عن مئات الملايين من الناس.
رغم أن حجم كل مورد طبيعي في الصين كبير إلا أن معدل نصيب الفرد من معظم الموارد الطبيعية صغير نسبيا بسبب كثرة السكان مثل موارد الأراضي وموارد المياه وموارد المعادن. إضافة إلى ذلك فان توزع مختلف الموارد الطبيعية ليس متوازنا مثل موارد الفحم. ويبلغ احتياطي الفحم في الصين 760 مليار طن. لكن الفحم الموجود في مقاطعتي شانسي وشنسي ومنطقة منغوليا الداخلية يشكل أكثر من سبعين بالمائة. أما المقاطعات التسع المفتقرة إلى الفحم في جنوب الصين فيشكل احتياطي الفحم فيها 1.4 بالمائة فقط. ويوجد النفط الذي اكتشف احتياطيه بصورة رئيسية في شمال شرقي الصين وشمال غربيها والرصيف القاري الضحل على سواحل الصين الشمالية. ويتركز سبعون بالمائة من احتياطي الغاز الطبيعي في مقاطعتي سيتشوان وشنسي. وإن توزع موارد المياة ليس متوازنا أيضا في الصين. وفي جنوبي جبال تشينلين – نهر هوايخه شرق الصين تشكل مساحة الأراضي الزراعية 36.3 بالمائة من اجمالي الأراضي الزراعية في الصين بينما يشكل حجم المياه في هذه المنطقة 82.3 بالمائة من اجمالي حجم المياه في الصين. أما شمالي المنطقة فتشكل الأراضي الزراعية 63.7 بالمائة من اجمالي الأراضي الزراعية في الصين بينما يشكل حجم المياه فيها 17.7 بالمائة من اجمالي حجم المياه في الصين. وتفتقر منطقة شمال غربي الصين إلى موارد المياه حيث تشكل مساحة الأراضي ثلث اجمالي الأراضي الصينية بينما تشكل موارد المياه فيها 0.5 بالمائة. وكما أن توزع الطاقة المائية ليس متوازنا أيضا حيث تتركز 70 بالمائة منها في جنوب غربي الصين. وحول توزع الموارد غير المتوازنة تعمل الصين على بحوث عملية ووضع خطة عامة واتخاذ اجراءات مثل بناء المزيد من السكك الحديدية لتعزيز نقل الفحم من الشمال إلى الجنوب وبناء المشروع الضخم لنقل المياه.

### التنوع الإحيائي

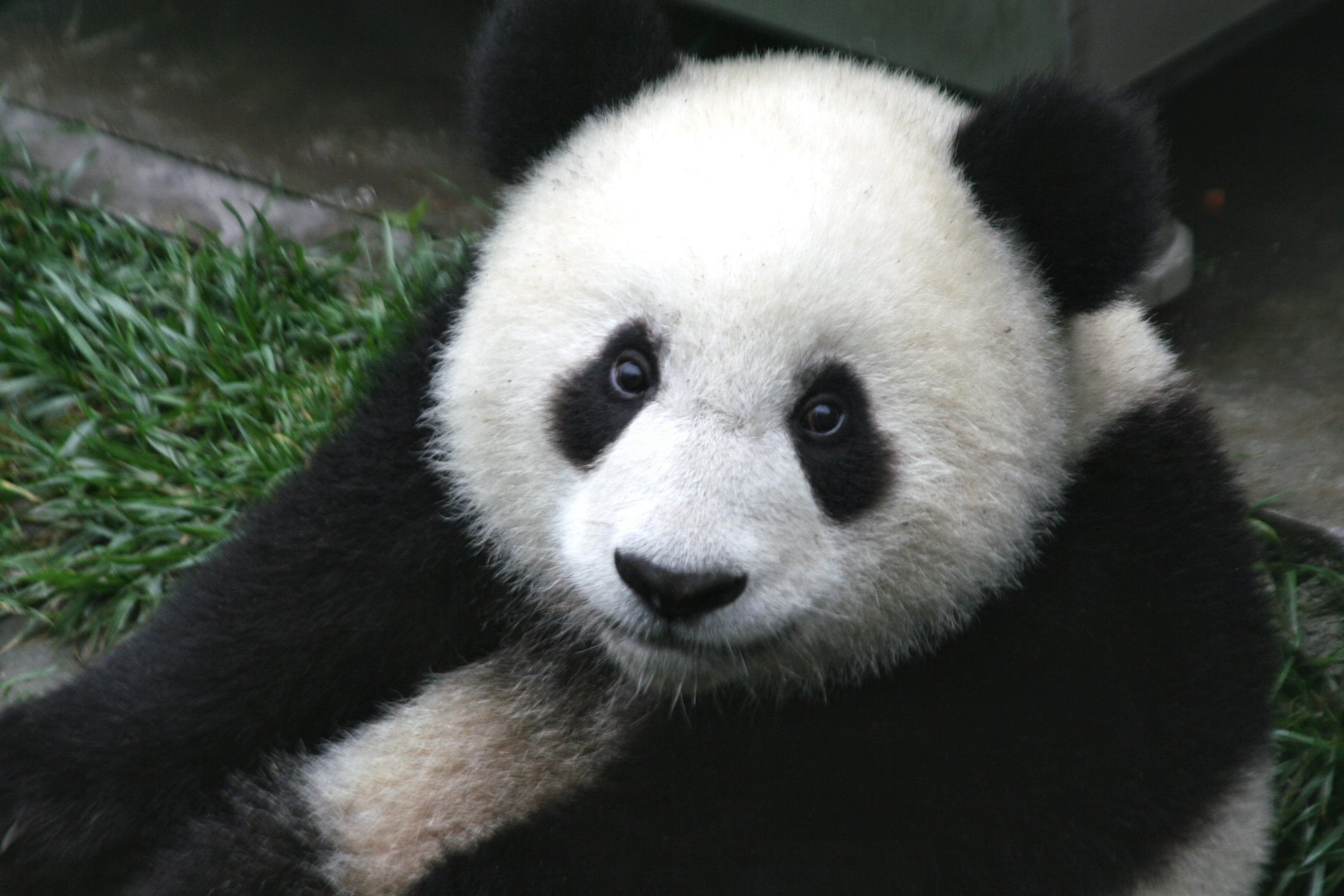
الباندا العملاقة.

تعد الصين واحدة من سبعة عشر بلداً عالية التنوع الإحيائي، وذلك عائد لوقوعها في منطقتين أحيائيتين كبيرتين، هما الإقليم القطبي القديم والإقليم الهندومالاوي أو الشرقي. تمكن العثور في الإقليم الأول على ثدييات مثل الحصان والجمل والتابير والجربوع، أما مفي الإقليم الهندومالاوي فيمكن العثور على كائنات من شاكلة السنور النمري وجرذ الخيزران وزبابيات الشجر وأنواع مختلفة من السعادين. يوجد بعض التداخل بين المنطقتين بسبب الانتشار الطبيعي للحيوانات وهجرة بعض الأنواع، كذلك هناك بعض الأنواع التي يمكن العثور عليها في كلا الإقليمين ومختلف المناطق البيئية، مثل الغزلان والظباء والدببة والذئاب والخنازير والقوارض. توجد الباندا العملاقة الشهيرة فقط في منطقة محدودة على طول نهر يانغتسي. لا تزال المتاجرة بالأنواع المهددة بالانقراض معضلة مستمرة، على الرغم من وجود قوانين حالياً تحظر مثل هذه الأنشطة.
تحتوي الصين أيضاً على مجموعة متنوعة من أنواع الغابات. في الشمال الشرقي والشمال الغربي توجد الغابات الجبلية والصنوبرية الباردة والتي تدعم أنواع الحيوانات فيها مثل الدب الأسود الآسيوي والموظ إلى جانب نحو 120 نوع من الطيور. أما الغابات الصنوبرية الرطبة فتهيمن عليها غابات الخيزران بشكل رئيسي في المناطق المنخفضة، وتستبدلها الورديات في أعلى المدرجات الجبلية، ومن الأشجار البارزة في المناطق العالية: العرعر واليو. تنتشر الغابات شبه الاستوائية في وسط وجنوب الصين، وهي تدعم ما يقرب من 146000 نوع من النباتات. أما الغابات الاستوائية المطيرة والغابات المطرية الموسمية وإن كانت تقتصر على جزيرة هينان ويونان فتحتوي في الواقع على ربع مجمل النباتات والحيوانات الموجودة في الصين.

## وصلات خارجية
- رسوم توضيحية لجبال شهيرة